# Werner Olk
Werner Olk (Ostróda, 1938. január 28. –) német labdarúgó és edző.

## Pályafutása

### Klubcsapatban
Pályafutását az SG Letter 05 és a TuS Seelze junior csapataiban kezdte. 1956 és 1960 között az SV Arminia Hannover csapatában futballozott. 1960-tól 1970-ig az FC Bayern München játékosa. A bajor csapatban hátvédként 264 mérkőzésen 4 gól szerzett, valamint egyszeres német bajnok, háromszoros német kupagyőztes és egyszeres Kupagyőztesek Európa-kupája-győztes lett. 1965-től távozásáig csapatkapitány. Pályafutása végén 1970-től 1973-ig a svájci FC Aarau játékosa és edzője volt.

### A válogatottban
1956-ban a DFB-Junior csapatában 2 mérkőzésen lépett pályára és 1 gólt szerzett. 1959-ben NSZK amatőr válogatottjában 3 mérkőzésen játszott. 1961-ben NSZK U-23-as és NSZK felnőtt válogatottjában egyaránt 1-1 mérkőzést játszott.

### Edzőként
Edzősködését a svájci FC Aarau csapatában kezdte játékosként. Az 1973–1974-es szezonban a TSV 1860 München menedzsere volt. Az 1974–1975-ös szezonban a Preußen Münster edzőjeként dolgozott. 1975 és 1977 között az FC Bayern München pályaedzője volt. Az 1977-1978-as szezonban az FC Augsburg, az 1978-1979-es szezonban az Eintracht Braunschweig edzője. 1980 és 1982 között az SV Darmstadt 98, az 1982-1983-as szezonban az SC Freiburg, 1983 és 1985 között a Karlsruher SC edzője. Az 1985-1986-os szezonban a svájci FC St. Gallen vezetőedzője. 1986 és 1988 között ismét az FC Bayern München pályaedzője. 1988-ban rövid ideig az SV Darmstadt 98 csapatát edzette. 1990-től 1992-ig a Marokkói labdarúgó-válogatott szövetségi kapitánya. Az 1996–1997-es szezonban az egyiptomi Ez-Zamálek csapatának edzője.

## Sikerei, díjai
Bayern München
- Nyugatnémet bajnokság (Bundesliga)
  - bajnok: 1969
- Nyugatnémet kupa (DFB Pokal)
  - győztes: 1966, 1967 és 1969
- Kupagyőztesek Európa-kupája
  - győztes: 1967